# (18542) Broglio
(18542) Broglio est un astéroïde de la ceinture principale.

## Description
(18542) Broglio est un astéroïde de la ceinture principale. Il fut découvert le 29 décembre 1996 à Sormano par Augusto Testa et Francesco Manca. Il présente une orbite caractérisée par un demi-grand axe de 2,58 UA, une excentricité de 0,06 et une inclinaison de 15,0° par rapport à l'écliptique.

## Compléments